# Nuno Júdice
Nuno Manuel Gonçalves Júdice Glória OSE • GOSE (Portimão, Mexilhoeira Grande, 29 de abril de 1949 – Lisboa, 17 de março de 2024) foi um ensaísta, poeta, ficcionista e professor universitário português.

## Biografia
Licenciou-se em Filologia Românica pela Faculdade de Letras da Universidade de Lisboa e obteve o grau de Doutor pela Faculdade de Ciências Sociais e Humanas da Universidade Nova de Lisboa, com uma dissertação sobre Literatura Medieval.
Professor do ensino secundário, desde 1992 até 1997, foi professor da Faculdade de Ciências Sociais e Humanas, até à sua aposentação, como professor associado, em 2015. 
Foi diretor da revista literária Tabacaria (1996-2009), editada pela Casa Fernando Pessoa e Comissário para a área da Literatura da representação portuguesa à 49ª Feira do Livro de Frankfurt. Foi também Conselheiro Cultural da Embaixada de Portugal (1997-2004) e diretor do Instituto Camões em Paris. Organizou a Semana Europeia da Poesia, no âmbito da Lisboa '94 - Capital Europeia da Cultura. Foi diretor da Revista Colóquio-Letras da Fundação Calouste Gulbenkian.
Poeta e ficcionista, a sua estreia literária deu-se com A Noção de Poema (1972). Em 1985 receberia o Prémio Pen Clube, o Prémio D. Dinis da Casa de Mateus, em 1990. Em 1994 a Associação Portuguesa de Escritores distinguiu-o pela publicação de Meditação sobre Ruínas, finalista do Prémio Europeu de Literatura Aristeion. Assinou ainda obras para teatro e traduziu autores como Corneille e Emily Dickinson.
A sua obra inclui antologias, edições de crítica literária, estudos sobre Teoria da Literatura e Literatura Portuguesa. Mantinha colaboração regular na imprensa. Lançou, em 1993, a antologia sobre literatura portuguesa do século XX, Voyage dans un siècle de Littérature Portugaise. 
Tem obras traduzidas em Espanha, Itália, Venezuela, Inglaterra, França, México, Irão, China, Albânia, Suécia, Dinamarca, Grécia, Marrocos, Líbano, Colômbia, Canadá e República Checa.
Morreu a 17 de março de 2024, no Hospital da Luz, em Lisboa, onde se encontrava internado.

## Condecorações
A 10 de junho de 1992, foi agraciado com o grau de Oficial da Ordem Militar de Sant'Iago da Espada e, a 7 de junho de 2013, foi elevado a Grande-Oficial da mesma ordem.

## Obras publicadas
Entre a sua obra encontram-se:

### Poesia
- A Noção de Poema (1972)
- O Pavão Sonoro (1972)
- Crítica Doméstica dos Paralelepípedos (1973)
- As Inumeráveis Águas (1974)
- O Mecanismo Romântico da Fragmentação (1975)
- Nos Braços da Exígua Luz (1976)
- O Corte na Ênfase (1978)
- O Voo de Igitur num Copo de Dados (1981)
- A Partilha Dos Mitos (1982)
- Lira de Líquen - Prémio de Poesia do Pen Clube (1985)
- A Condescendência do Ser (1988)
- Enumeração de Sombras (1988)
- As Regras da Perspectiva - Prémio D. Dinis (1990)
- Uma Sequência de Outubro - Comissariado para a Europália (1991)
- Obra Poética 1972-1985 (1991)
- Um Canto na Espessura do Tempo (1992)
- Meditação sobre Ruínas  - Prémio da APE (1995)
- O Movimento do Mundo (1996)
- Poemas em Voz Alta - com CD de poemas ditos por Natália Luiza (1996)
- A Fonte da Vida (1997)
- Raptos (1998)
- Teoria Geral do Sentimento (1999)
- Poesia Reunida 1967-2000 (2001)
- Pedro, lembrando Inês (2002)
- Cartografia de Emoções (2002)
- O Estado dos Campos (2003)
- Geometria variável (2005)
- As coisas mais simples (2006)
- A Matéria do Poema (2008)
- O Breve Sentimento do Eterno (2008)
- Guia de Conceitos Básicos (2010)
- Fórmulas de uma luz inexplicável (2012)
- Navegação de Acaso (2013)
- O Fruto da Gramática (2014)
- A Convergência dos Ventos (2015)
- O Mito de Europa (2017)
- A Pura Inscrição do Amor (2018)
- O Coro da Desordem (2019)
- Regresso a um Cenário Campestre (2020)
- 50 Anos de Poesia (1972-2022) (2022)
- Uma Colheita de Silêncios (2023)

### Ficção
- Última Palavra: «Sim» (1977)
- Plâncton (1981)
- A Manta Religiosa (1982)
- O Tesouro da Rainha de Sabá - Conto Pós-Moderno (1984)
- Adágio (1984)
- A Roseira de Espinho (1994)
- A Mulher Escarlate, Brevíssima (1997)
- Vésperas de Sombra (1998)
- Por Todos os Séculos (1999)
- A Árvore dos Milagres (2000)
- A Ideia do Amor e Outros contos (2003)
- O anjo da tempestade (2004)
- O Enigma de Salomé (2007)
- Os Passos da Cruz (2009)
- Dois Diálogos entre um padre e um moribundo Coimbra, Angelus Novus, (2010).
- O Complexo de Sagitário, Lisboa, Dom Quixote, (2011).
- A Implosão (2014)
- A Conspiração Cellamare, Lisboa, Dom Quixote, (2016)
- O Café de Lenine (2019)

### Ensaio
- A Era de «Orpheu» (1986)
- O Espaço do Conto no Texto Medieval (1991)
- O Processo Poético (1992)
- Portugal, Língua e Cultura - Comissariado para a Exposição de Sevilha (1992)
- Voyage dans un Siècle de Littérature Portugaise (1993)
- Viagem por um século de literatura portuguesa (1997)
- As Máscaras do Poema (1998)
- B.I. do Capuchinho Vermelho (2003)
- A viagem das palavras: estudo sobre poesia (2005)
- A certidão das histórias (2006)
- O ABC da Crítica (2010)

### Teatro
- Antero - Vila do Conde (1979)
- Flores de Estufa (1993)
- Teatro, Lisboa Artistas Unidos/Cotovia, (2005)
- O Peso das Razões, Lisboa, Artistas Unidos/Cotovia (2009)

### Edições críticas e antologias
- Novela Despropositada de Frei Simão António de Santa Catarina, o Torto de Belém (1977)
- 'Poesia de Guerra Junqueiro (1981)
- Sonetos de Antero de Quental (1992)
- Poesia Futurista Portuguesa, Faro 1916-1917 (1993)
- Cancioneiro de D. Dinis (1998)
- Infortúnios trágicos da Constante Florinda, de Gaspar Pires de Rebelo (2005)
- A Mais Frágil das Moradas-Poemas à Memória de Eduardo Lourenço (2023)

## Prémios
Ao longo da sua carreira foi premiado com: 
- Prémio de Poesia Pablo Neruda, (1975), O Mecanismo Romântico da Fragmentação;
- Pen Club, (1985), Lira de Líquen;
- Prémio D. Dinis da Fundação Mateus (1990), As Regras da Perspectiva;
- Associação Portuguesa de Escritores, (1994), Meditação sobre Ruínas;
- Prémio Literario Eça de Queiroz da cidade de Lisboa, (1995), Meditação sobre Ruínas;
- Prémio Bordalo da Casa da Imprensa, (1999), Por Todos os Séculos;
- Prémio Review 2000 da Associação Internacional de Críticos Literários (2000), Rimas e Contas;
- Prémio de Poesia Ana Hatherly, Funchal, (2003), O Estado dos Campos;
- Prémio Fernando Namora (2004), O Anjo da Tempestade;
- Grande Prémio de Literatura dst (2007), Geometria variável;
- Prémio Ibero-Americano Rainha Sofia de Espanha (2013);
- Prémio Internacional de poesia Argana da Maison de la poésie du Marroc (2014);
- Prémio de poesía Poetas del Mundo Latino Victor Sandoval, México (2014);
- Prémio Literário António Gedeão (2016), A Convergência dos Ventos;[10]
- Prémio Internacional de Poesia Camaiore, Itália (2017);[11]
- Prémio Juan Crisostomo Doria a las Humanidades, da Universidad Autónoma del Estado de Hidalgo, México (2017);[12]
- 2018: Prémio Rosalía de Castro do Centro PEN Galiza;[13]
- 2021 - Grande Prémio de Poesia APE, pelo livro Regresso a um cenário campestre.[14]